# Colección Azucena
Azucena fue una colección de cuadernos de historietas publicada en España entre 1946 y 1971 por la editorial Toray, contando con 1192 números en su primera época, además de una serie de 160 "extraordinarios". Ha sido el ejemplo más popular del denominado "tebeo de hadas" y el tebeo femenino de mayor longevidad de la historia del cómic español.

## Características
Como el resto de cuadernos de su época, tenía un formato apaisado, con portada a color e interior en blanco y negro. 
La portada presentaba invariablemente una ilustración enmarcada por ovas amarillas, semejando un cuadro, además del emblema de la colección: Una mujer de melena ondulada con una estrella en la frente.
El interior estaba dominado generalmente por una historieta basada en un cuento maravilloso del folclore popular, pero incidiendo en los valores femeninos de la época: Abnegación y vocación matrimonial. Su dibujante más importante fue Rosa Galcerán.
A diferencia de "Mis Chicas", no se dirigía a la clase media, sino a la más popular, igual que "Ardillita" y "Margarita".

## Títulos
| Número | Fecha      | Título                 | Guionista     | Dibujante     | Historia complementaria | Autoría de esta     | Precio facial en pesetas |
| ------ | ---------- | ---------------------- | ------------- | ------------- | ----------------------- | ------------------- | ------------------------ |
| 0001   | 1957       | El rayo justiciero     | Ana María     | Juli          | Santa Teresa de Jesús   | Ricardo Acedo/Anita | 1                        |
| 0029   |            | A las doce en punto    | Ana María     | G. Guardia    | Santa Bernardita        |                     | 1                        |
| 0078   |            | La ermita del bosque   |               |               | Historia de Santa Lucía | Anita               | 1                        |
| 0082   |            | Carolina triunfó       | Ana María     | Rosa Galcerán | Santa Gema              |                     | 1                        |
| 0169   |            | El loto azul           | Sylvia Gema   | Rosa Galcerán | Mabel y el lobo         | J. Rizo             | 1                        |
| 0202   |            | La prometida fiel      | Sylvia Gema   | Rosa Galcerán | Cristy                  | J. Oliva y Bertrán  | 1                        |
| 0204   |            | El sacrificio de Nimea | Mari Lyn      | Rosa Galcerán |                         |                     | 1                        |
| 1040   | 1968       | La barca misteriosa    | Jorge Gotarra | Gema          |                         |                     | 2                        |
| 1202   | 02/04/1971 | Modernísima            | Victoria Sau  | Josefina      |                         |                     | 2                        |

## Importancia
El investigador Juan Antonio Ramírez afirmó que era una de las revistas que más había influido, a nivel ideológico, en las mujeres españolas nacidas entre 1940 y 1960. A nivel artístico, sirvió de campo de pruebas para autoras como Juanita Bañolas, Carmen Barbará, Juliana Buch, M. Furto, G. Guardia, Carmen de Haro, Josefina o Juli, que se darían ya a conocer al filo de los años 60. También sirvió de inspiración a productos de otras editoriales, como la ya mencionada Ardillita (1948) de Gráficas Ricart o Leyenda y Fantasía (1951) de Editorial Maga.